# جهان‌پناه

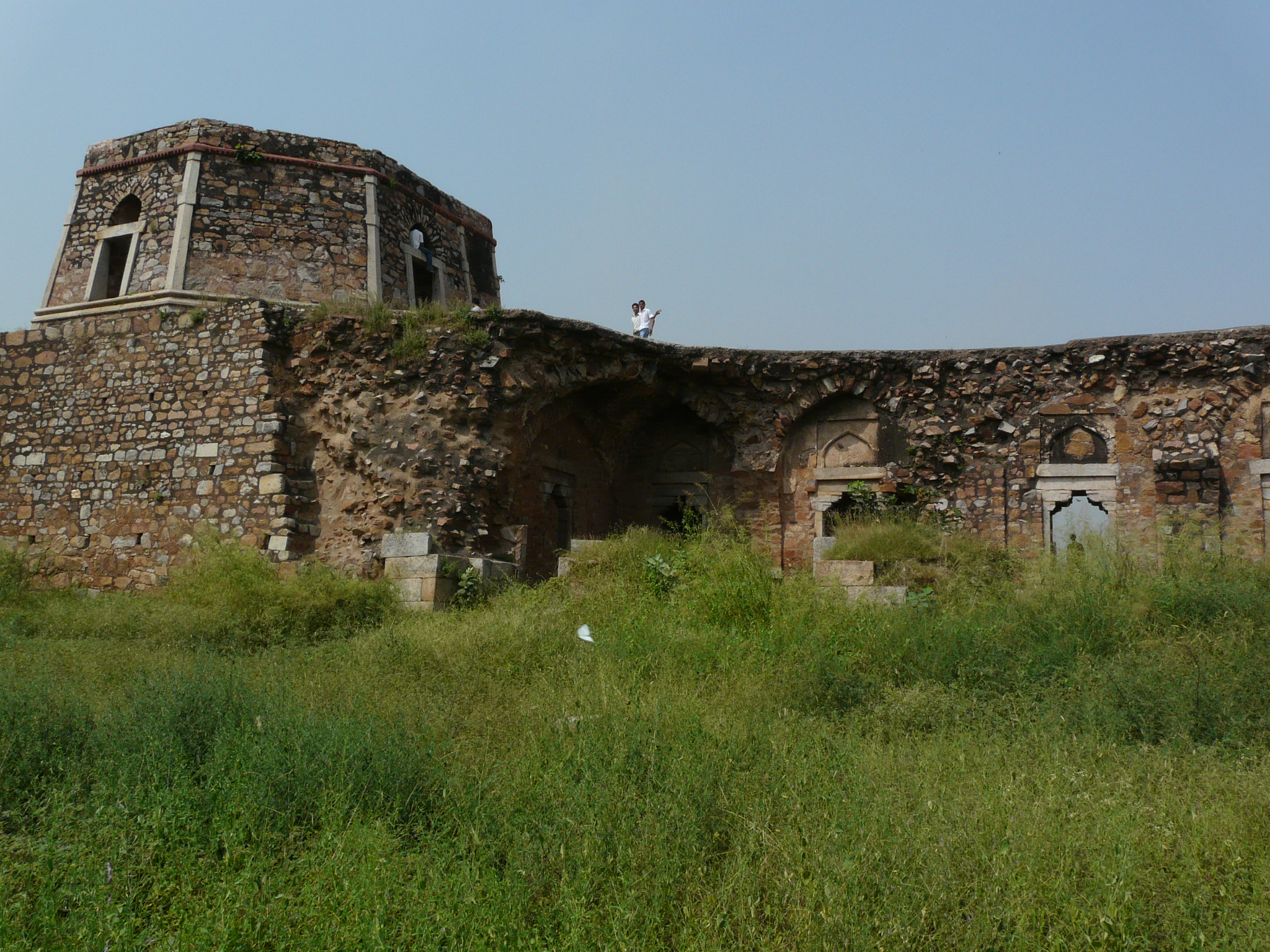
سازه‌ای هشت‌ضلعی از بازمانده‌های جهان‌پناه.

جهان‌پناه چهارمین شهر قرون وسطایی بود که با هم شهر دهلی در هند را تشکیل می‌دادند.
جهان‌پناه در سال ۱۳۲۶-۱۳۲۷ توسط محمد بن تغلق (۱۳۲۱-۱۳۵۱)، سلطان دهلی، بنیاد شد. برای مقابله با تهدید مداوم مغولان، تغلق شهر جهان‌پناه را با برج و بارو ساخت و قلعه علی‌آباد که در سده ۱۴ احداث شده‌بود و هم‌چنین همه بناهای بین قلعه رای پیتورا و دژ سیری را در محوطه آن گنجاند.
دهلی از چهار شهر تشکیل می‌شد که در مجاورت هم و متصل به هم قرار گرفته، یکی را به همین نام دهلی می‌خوانند که از بنای هندویان و قسمت قدیمی شهر است. قسمت دیگر شهر را سیری می‌نامیدند که دارالخلاقه نیز خوانده می‌شد. قسمت سوم را تغلق‌آباد می‌نامیدند و آن را سلطان تغلق پدر پادشاه هند ساخته. قسمت چهارم دهلی جهان‌پناه نام دارد که ویژه سکونت محمدشاه سلطان هند بود. این قسمت را محمدشاه خود بنا کرده و خیال داشت هر چهار شهر را درون باروی یگانه‌ای قرار دهد و بخشی از این بارو را نیز ساخت لیکن چون هزینه‌های آن زیاد شده از تکمیل آن خودداری کرد. در همین اوان، پایتخت به دولت‌آباد انتقال یافت و استحکامات دفاعی در آنجا ساخته شد.
محمدبن تغلق شاه، دومین سلطان دودمان تُغْلُقیه بود که در ۷۲۵ به پادشاهی رسید. در قلمرو وسیع او، بر اثر سیاستهای نادرستش، همواره شورش وجود داشت و او خود به این امر واقف بود. وی در ۷۲۷ دستور تخریب دهلی را داد و مردم را به زور به منطقه دیوگری ــ که شهر دولت‌آباد را در آنجا بنا کرده بود ــ فرستاد و از این رویداد به عنوان یکی از عوامل اصلی نام می‌برند که امروزه از شهر جهان‌پناه و دژهای آن آثار کمی به‌جا مانده‌است.
برج‌های دیده‌بانی حصارهای شهر جهان‌پناه، مانند عادل‌آباد، نیمه‌استوانه‌ای اما فاقد دهلیز خارجی است.
در حدود ۶۸ کیلومتری شمال شهر ویرانه‌های کاخ دارْسَرا (بیجی مندل) قرار دارد، که ابن بطوطه آن را بتفصیل توصیف کرده و بویژه کاخ دیوان عام (هزارستون) را تحسین نموده‌است.
|                          |                                  |
| دروازه شرقی ورود به مسجد | پیش‌طاق میانی مسجد در دیواره غربی |

## مسجد بیگم‌پور
جهان‌پناه، منزلگاه شاهانه‌ای بود شامل مسجد جامع باشکوهی به نام مسجد بیگم‌پور منسوب به معمار سلطنتی، ظاهرالدین جَیوش، که یک معمار ایرانی بود که در طرح این مسجد یک طرح سنّتی ایرانی مشهور به چهارایوان را با طاق‌نماهای گنبدی و چهار اتاق گنبددار گرداگرد اندرونی وسیعی به کار برد.
ورودی اصلی، در سمت شرقی، به پلکان مجللی می‌رسید که به طرز باشکوهی بر خیابان پایینی مشرف بود.

## نگارخانه

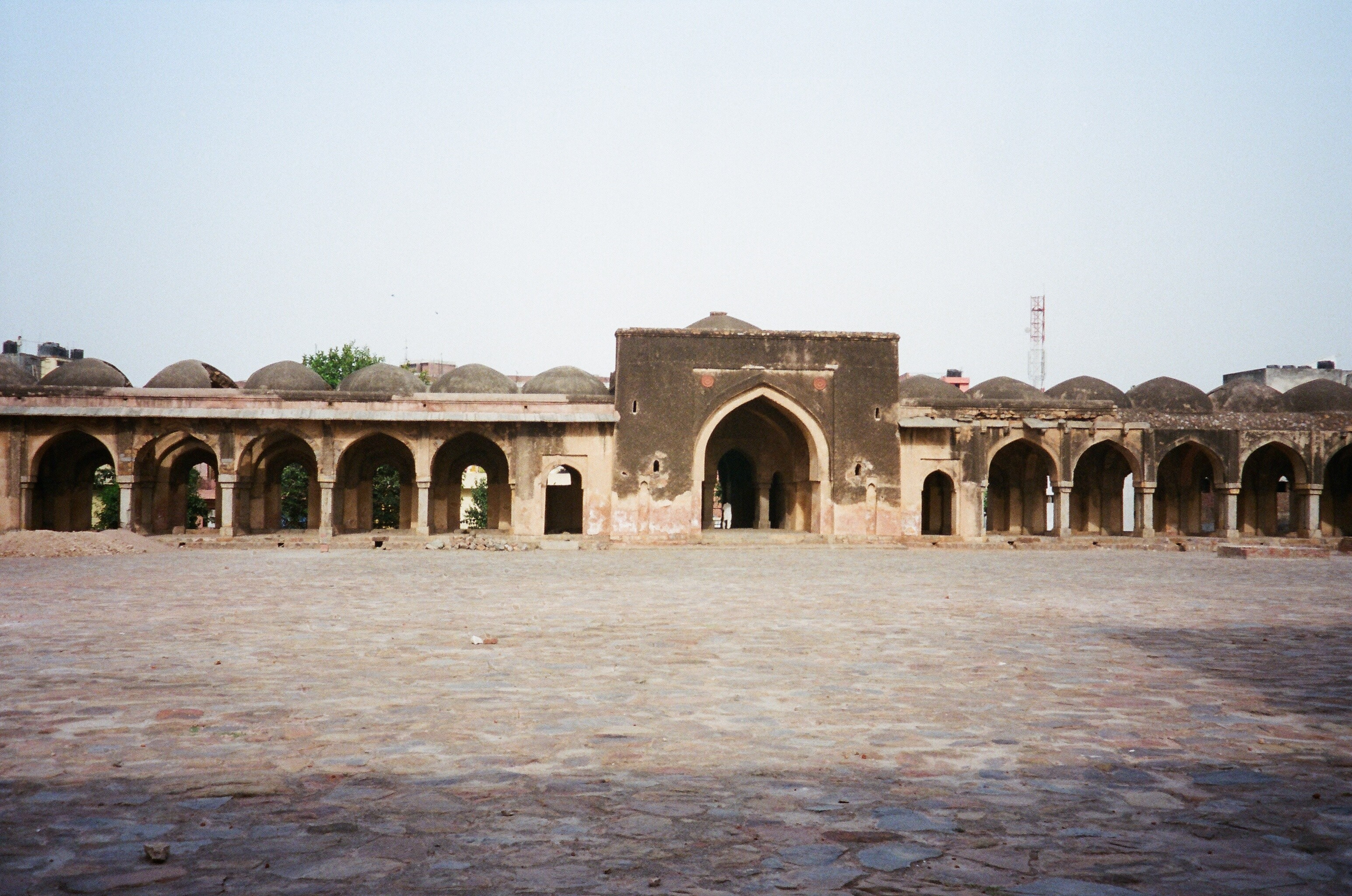
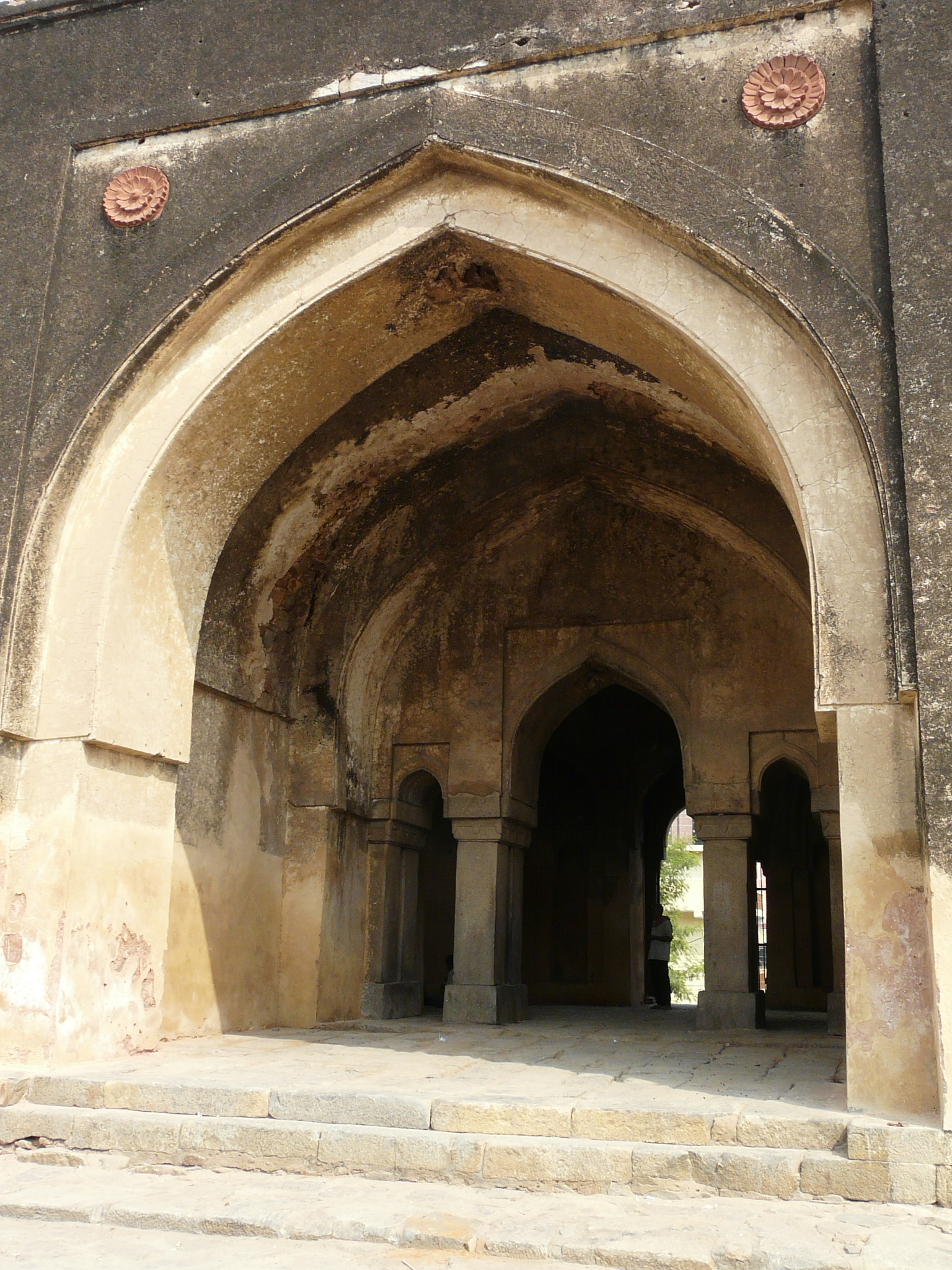
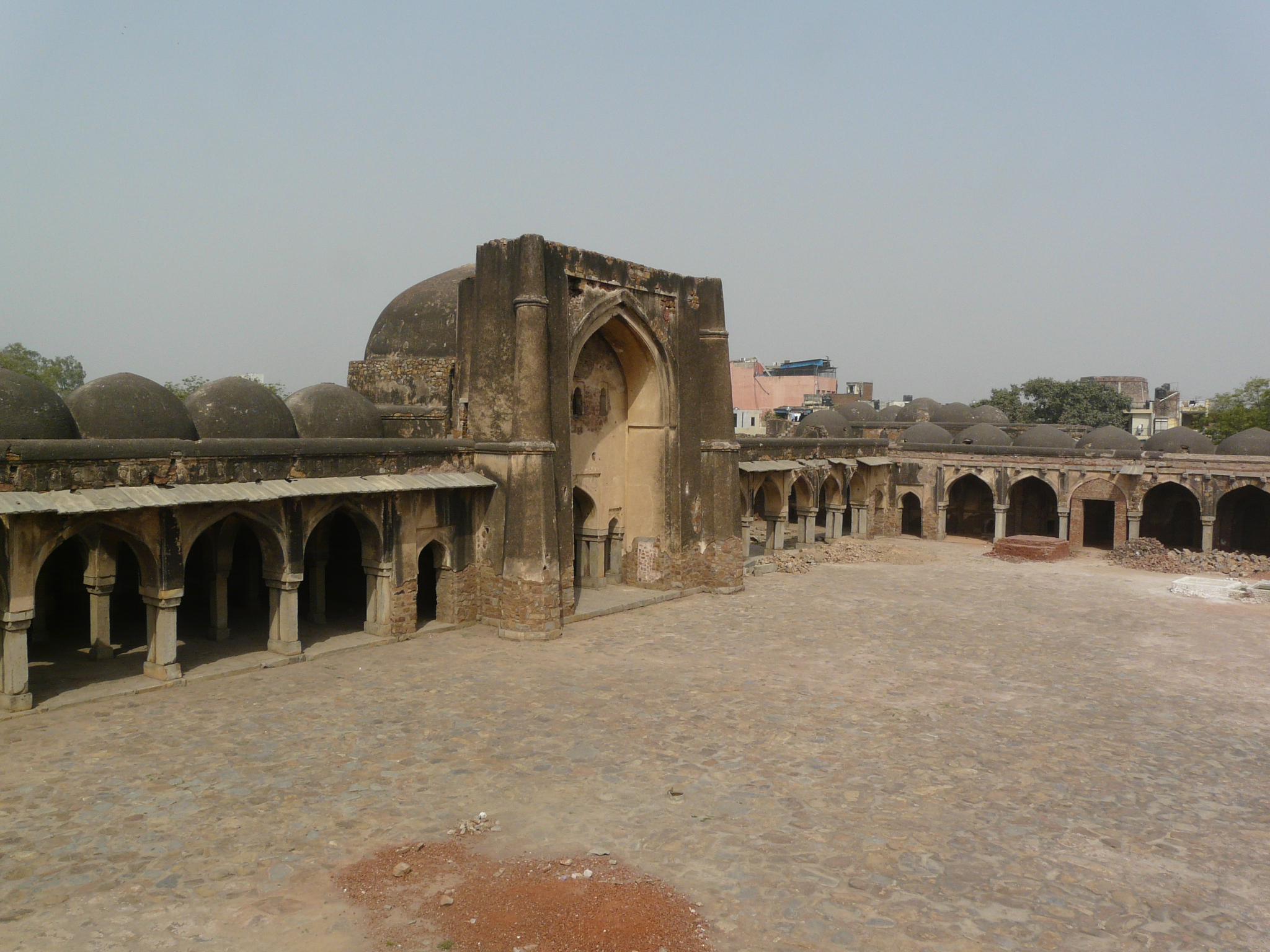
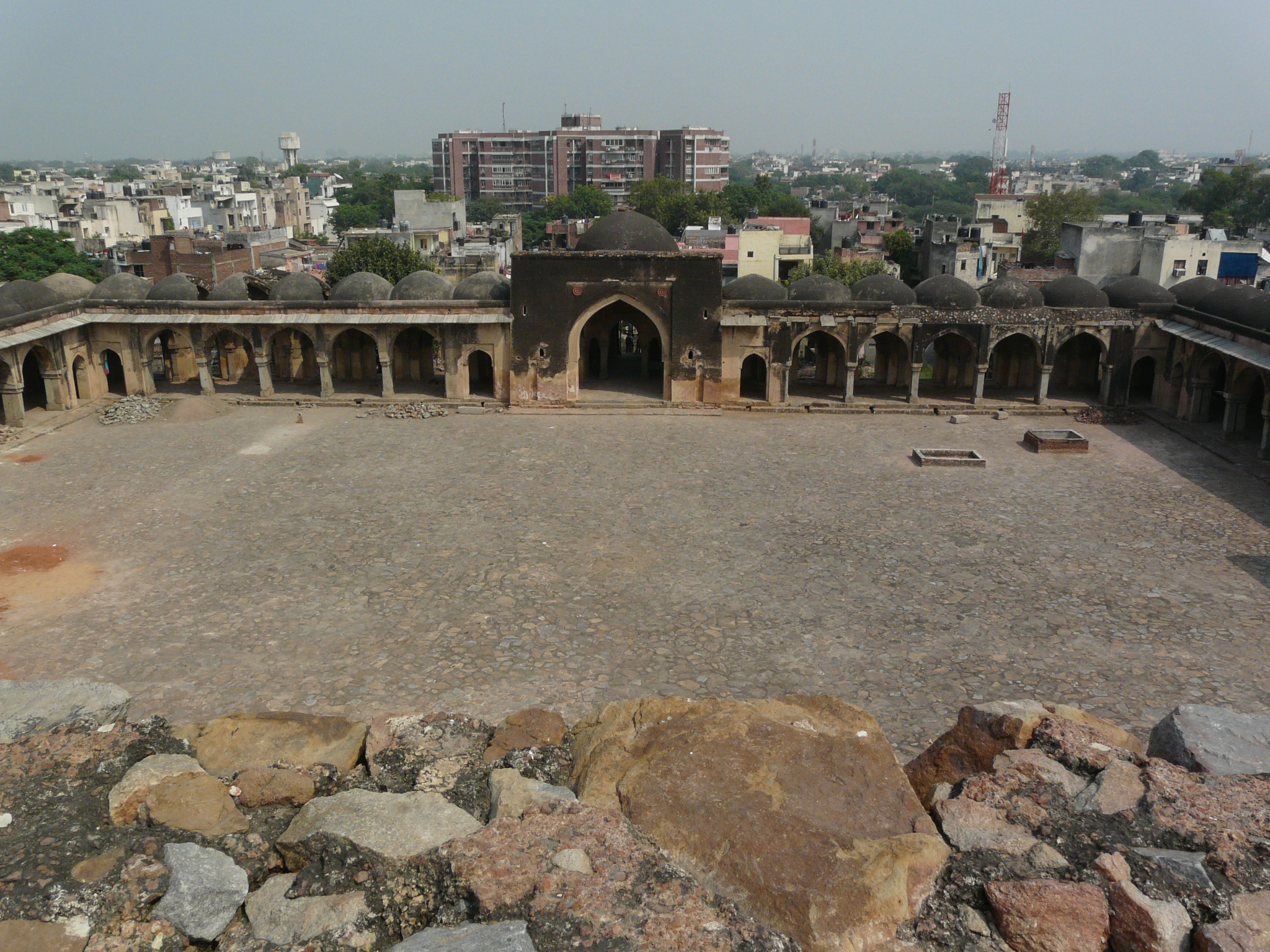
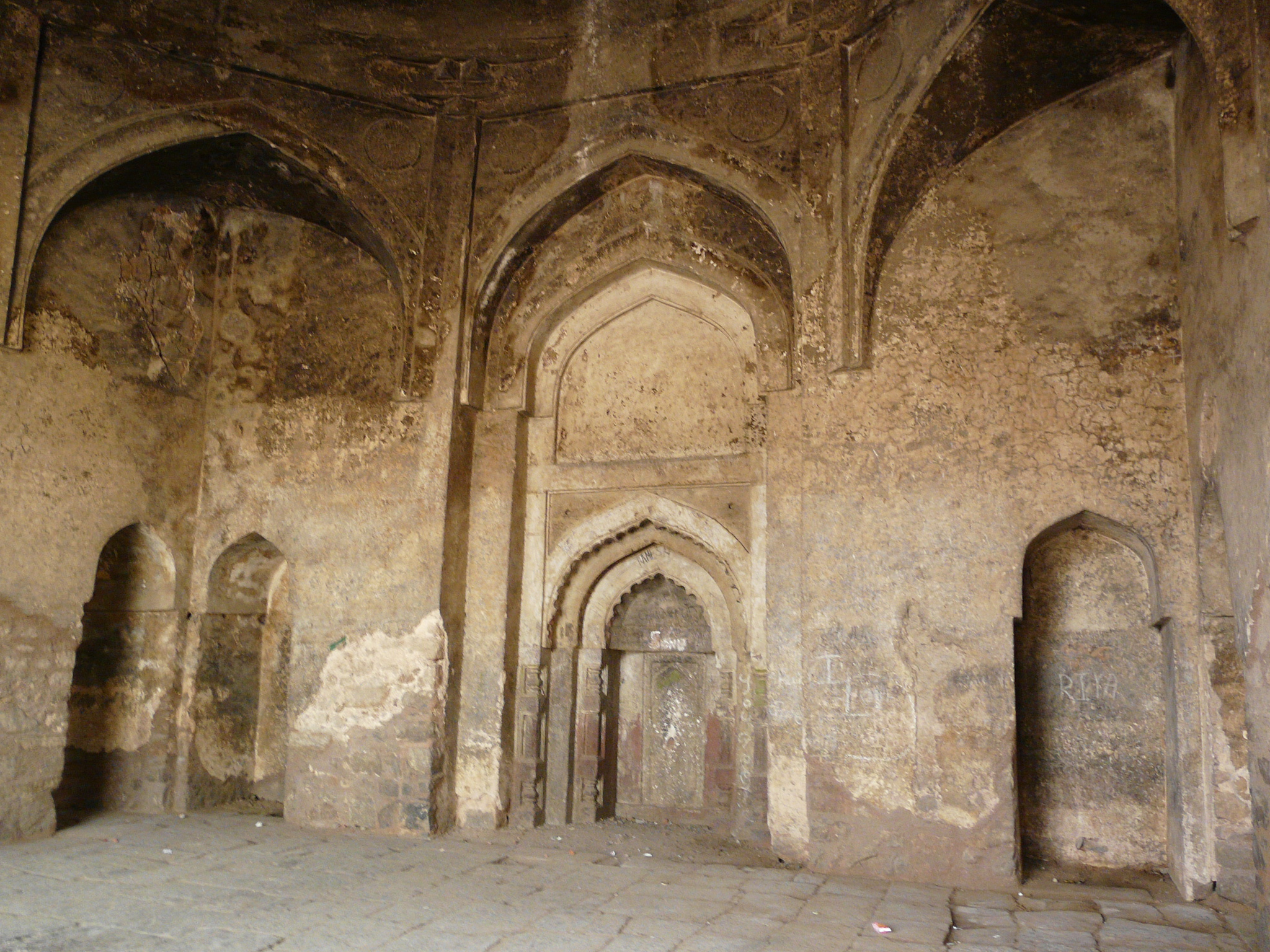
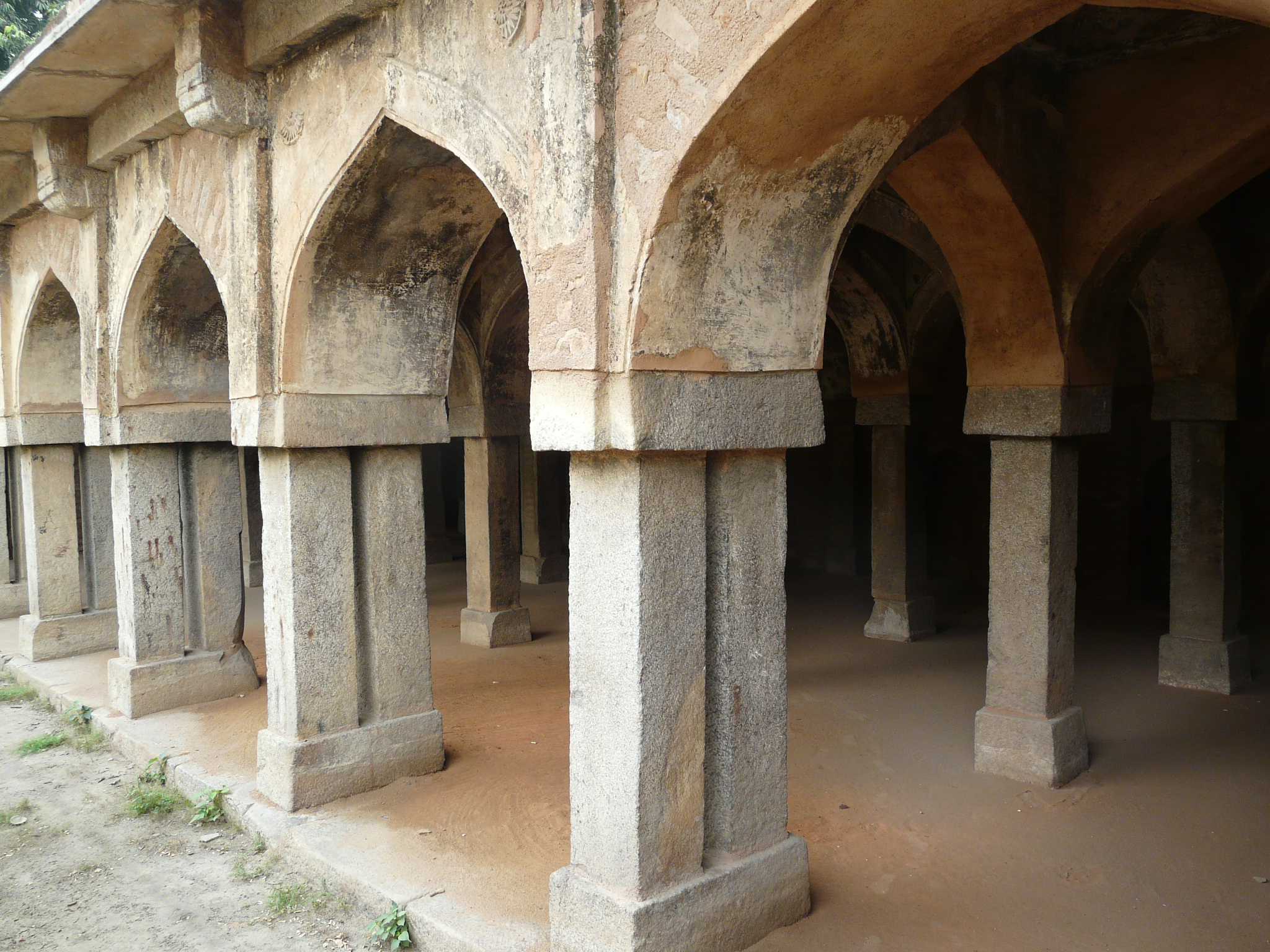
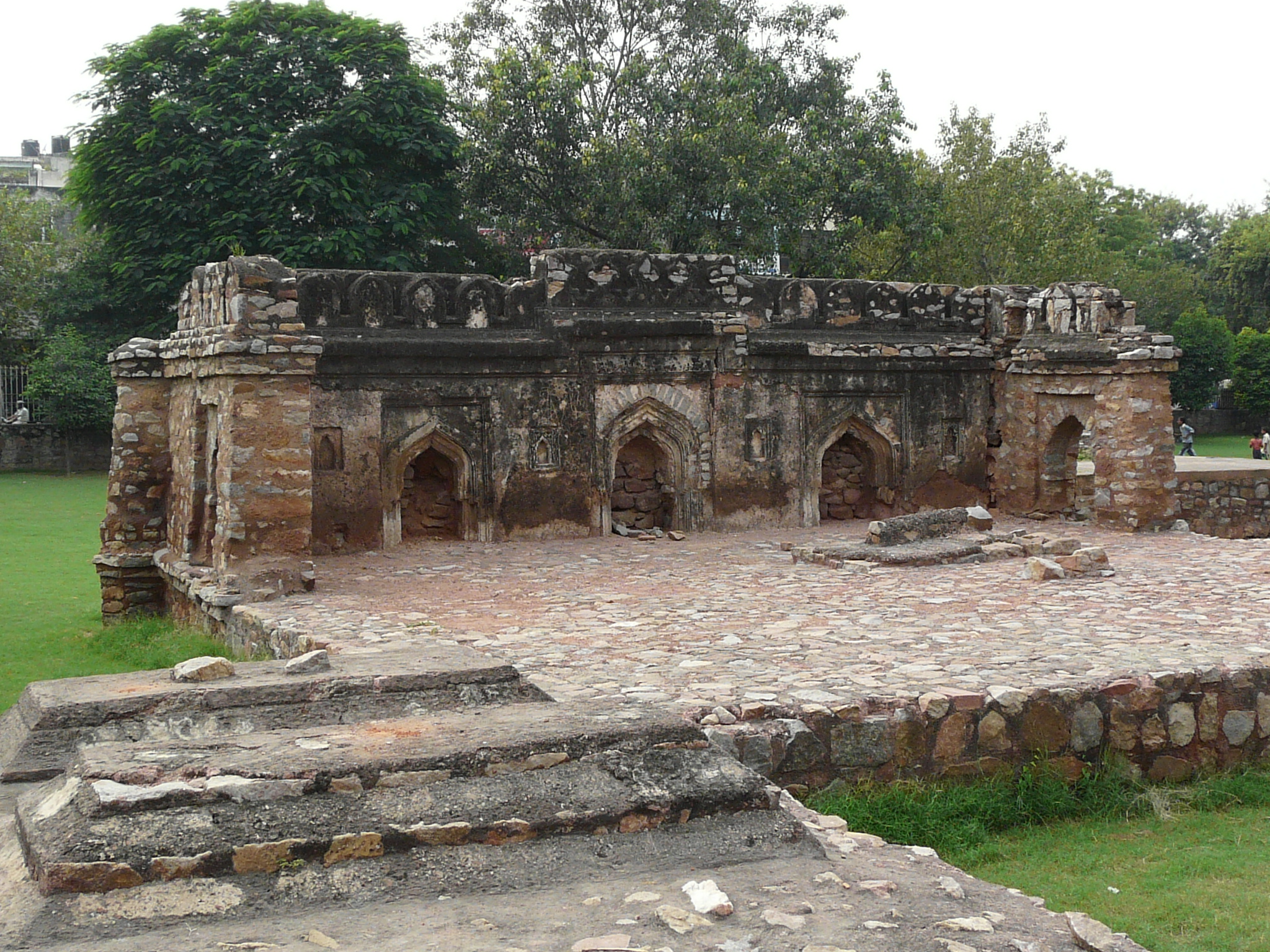